# Cal Pou (Santa Maria de Palautordera)
Cal Pou és una casa de Santa Maria de Palautordera (Vallès Oriental) protegida com a Bé Cultural d'Interès Local.

## Descripció
Casa entre mitgeres de tres cossos, amb planta baixa i pis, situada en un angle de la plaça, que s'adapta al perfil d'aquesta. El número 5 correspon a Cal Pou, mentre que el 6 és Cal Pintor. És de carener paral·lel a la façana i coberta a dos vessants, amb el ràfec doble amb motius de dents de serra. La porta del núm. 6 és d'arc de mig punt fet amb dovelles petites i les obertures són de llinda plana sense decorar. Les llindes són de pissarra i tenen els ampits motllurats, excepte la llinda de la finestra que hi ha damunt de la porta que és de granit. Al costat dret de la porta n'hi ha una altra (que correspon al núm. 5) que devia tenir esglaons de pissarra volats com d'altres construccions de la zona, ja que actualment no arriba a terra i tampoc sembla una finestra reconvertida en porta. El tercer cos de la casa forma un angle recte amb la resta dels cossos de l'habitatge i pertany al núm. 6. Hi ha dues finestres petites: una feta amb quatre pedres i la de dalt amb teules planes i llinda de fusta interior. La de la planta baixa té una reixa de forja.

## Història
La primera referència històrica de la plaça de Santa Maria la tenim en la descripció feta per Mossèn Pinell d'una acta del dia 25 d'octubre del 1643 en què una processó anà a la casa del Benifet de Sant Projet, del qual n'era beneficiari Mossèn Vergés, i que estava situada a la plaça d'Avall, entenent-se aquesta com la plaça de Santa Maria.